# 思陵 (越南)

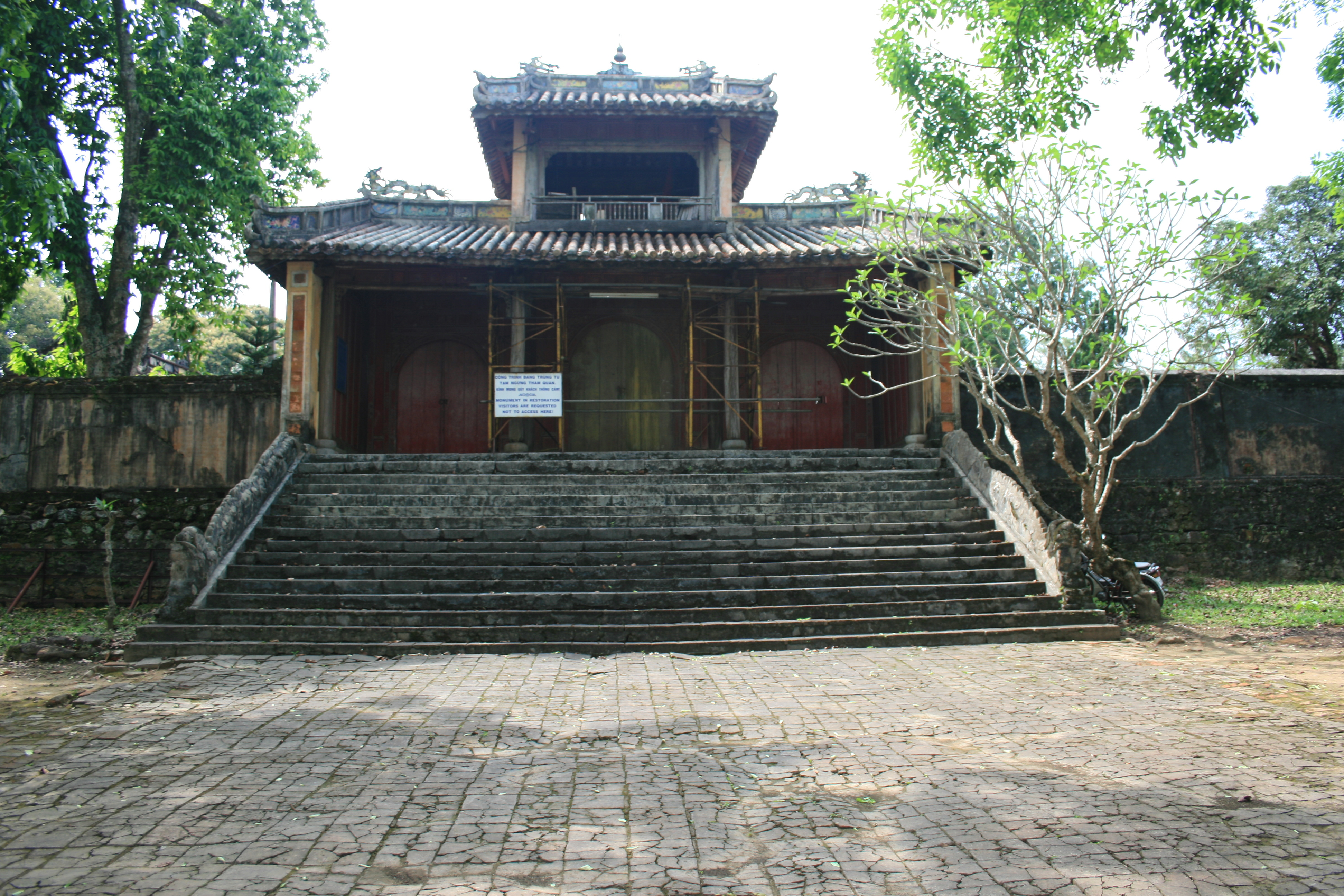
思陵

思陵（越南语：／），俗稱同慶陵（越南语：／），是越南阮朝皇帝同慶帝的陵墓，位於今日順化市的水春坊。
同慶帝是嗣德帝的養子。咸宜元年（1885年），在咸宜帝發起勤王運動、逃離順化之後，被法國殖民政府擁立為帝。由於年輕，他並未開始為自己建造陵墓，而是致力於越南的現代化發展。不過在同慶三年（1888年）十二月，同慶帝突發疾病逝世，年僅25歲。
繼承皇位的成泰帝並非同慶帝之子。成泰帝在位期間，由於財政拮据，未為同慶帝興建大型陵墓，而是將同慶帝為生父堅太王阮福洪侅在護順山（Hộ Thuận Sơn）營造的追思殿改為凝禧殿，並將同慶帝埋葬這裡，稱為思陵。因此，有同慶帝的思陵、堅太王的天成局，由不同時期建設的各皇族寢墓所配置。啟定元年（1916年），同慶帝之子啟定帝繼位之後，將其思陵修葺擴建，直到啟定八年（1923年）完工。
思陵和其之前的幾個阮朝皇陵相同，仍是分為左右的寢域和陵域，但陵墓的建築材料已使用鋼筋和水泥。